# Alina Gorlova
Alina Eduárdivna Górlova (en ucraniano: Алі́на Едуа́рдівна Го́рлова) es una cineasta, directora y guionista ucraniana, especializada en documentales.

## Biografía
Górlova estudió en la Universidad Nacional de Teatro, Cine y TV en Kiev de 2008 a 2012.
Fue incluida en la Academia de Cine de Ucrania en 2017 y nombrada como artista de Honor de Ucrania en 2021.

## Filmografía
- 2012: The First Step in the Clouds
- 2014: Bábushka
- 2016: Jolodny Yar. Intro
- 2017: Invisible Battalion, documental, codirigido junto con Iryna Tsilyk y Svetlana Lishchynska
- 2018: No Obvious Signs, documental
- 2020: This Rain Will Never Stop, documental